# Le Héros du Pacifique (film, 1943)
Pour les articles homonymes, voir Le Héros du Pacifique.
Pour plus de détails, voir Fiche technique et Distribution.
Le Héros du Pacifique (The Man from Down Under) est un film américain réalisé par Robert Z. Leonard et sorti en 1943.
Il a été qualifié de premier long métrage hollywoodien ayant comme sujet des Australiens.

## Synopsis
Un vétéran australien de la Première Guerre mondiale adopte un jeune orphelin belge et l'emmène avec lui en Australie.

## Fiche technique
- Titre original : The Man from Down Under
- Titre français : Le Héros du Pacifique[3]
- Titres français alternatifs : Les Héros du Pacifique, Le Héros d'Australie, Jocko l'Australien[3]
- Réalisation : Robert Z. Leonard
- Scénario : Wells Root, Tom Seller d'après une histoire de Bogart Rogers et Mary Kelly
- Production : Metro-Goldwyn-Mayer
- Lieu de tournage :  Metro-Goldwyn-Mayer Studios
- Photographie : Sidney Wagner
- Musique : David Snell
- Montage : George White
- Pays d’origine :  États-Unis
- Langue originale : anglais
- Format : noir et blanc — 35 mm — 1,37:1 — son Mono
- Durée: 102 minutes
- Date de sortie :
  - États-Unis : 4 août 1943
  - France : 3 juin 1949 (dans le nord de la France)[3]

## Distribution
- Charles Laughton : Jocko Wilson
- Binnie Barnes : Aggie Dawlins
- Richard Carlson : "Nipper" Wilson
- Donna Reed : Mary Wilson
- Christopher Severn : "Nipper" enfant
- Raymond Severn : "Nipper" à 12 ans
- Ernest Severn : un garçon
- Clyde Cook : Ginger Gaffney
- Stephen McNally : "Dusty" Rhodes
- Arthur Shields : Père Polycarp
- Evelyn Falke : Mary
- Hobart Cavanaugh : Boots
- André Charlot : Père Antoine

Acteurs non crédités
- Richard Ainley : un médecin militaire
- Harry Allen : un ouvrier